# Cerro Pumiri de Sabaya
Cerro Pumiri de Sabaya är ett berg i Bolivia.   Det ligger i departementet Oruro, i den sydvästra delen av landet, 300 km väster om huvudstaden Sucre. Toppen på Cerro Pumiri de Sabaya är 4 811 meter över havet, eller 1 059 meter över den omgivande terrängen. Bredden vid basen är 10,1 km.
Terrängen runt Cerro Pumiri de Sabaya är huvudsakligen kuperad, men åt nordväst är den platt. Trakten runt Cerro Pumiri de Sabaya är nära nog obefolkad, med mindre än två invånare per kvadratkilometer.. Närmaste större samhälle är Sabaya, 6,3 km öster om Cerro Pumiri de Sabaya. 
Omgivningarna runt Cerro Pumiri de Sabaya är i huvudsak ett öppet busklandskap.